# Astragalus hypsogenus
Astragalus hypsogenus es una especie de planta del género Astragalus, de la familia de las leguminosas, orden Fabales.

## Distribución
Astragalus hypsogenus se distribuye por Bolivia y Argentina.

## Taxonomía
Fue descrita científicamente por I. M. Johnston. Fue publicada en J. Arnold Arbor. 28: 399 (1947).